# Napoleon Sarony
Napoleon Sarony (Québec, 9 marzo 1821 – New York, 9 novembre 1896) è stato un fotografo e litografo statunitense.
Nel corso della cosiddetta Gilded Age americana, ovvero una sorta di "età dell'oro", il suo studio di ritratti a New York, con la firma del fotografo in lettere dorate, divenne un punto di riferimento per le celebrità, gli artisti e gli attori di teatro, tanto da citarlo come uno dei più celebri del XIX secolo.

## Biografia
Sarony nacque nella città di Quebec che all'epoca era una colonia britannica da genitori provenienti da Birmingham. Intorno al 1833 decise di trasferirsi a New York dove lavorò come illustratore prima di mettersi in proprio con James Major aprendo una ditta litografica, la Sarony & Major, nel 1843. Secondo il censimento del 1850, Napoleon ed Ellen Major, la sua prima moglie, probabilmente sorella del socio della ditta, vivevano con i figli Ida (1848-1878), e Otto di sette mesi.

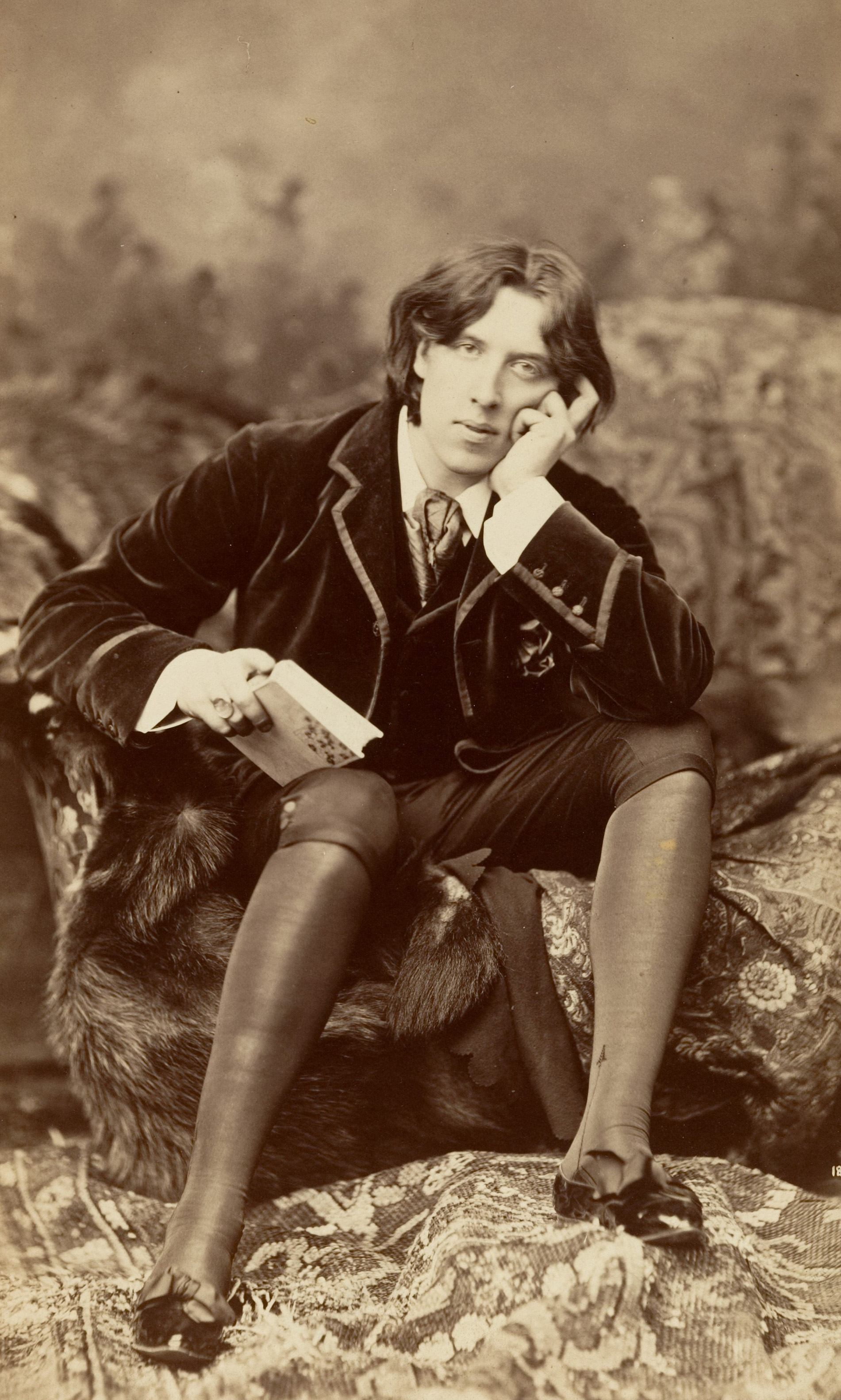
Oscar Wilde, 1882. La foto dello scandalo

Dopo alcuni rimpasti nella ditta, Sarony lasciò l'azienda nel 1858, dopo la morte della moglie, e viaggiò all'estero con i figli per frequentare corsi di storia dell'arte a Berlino, Parigi e Londra. In questo periodo si trasferì a 
Scarborough in Inghilterra, dove già da anni il fratello Oliver (1820-1879) aveva uno studio fotografico e dove praticava il ritratto. Fu grazie a lui che imparò il mestiere. Dopo l'apertura di un primo studio a Birmingham nel 1865, l'anno dopo tornò a New York dopo la fine della guerra civile americana. Il suo primo atelier americano si trovava a Broadway. 
I fotografi pagavano le celebrità per posare per loro, mantenendone poi tutti i diritti per vendere le immagini. Si dice che Sarony abbia pagato l'attrice di fama internazionale Sarah Bernhardt 1 500 dollari per posare per lui, equivalenti a 50 867 dollari nel 2023. Nel 1894 pubblicò un portfolio di stampe intitolato Sarony's Living Pictures.
Nell'arco della sua carriera fotografò moltissimi artisti, attori, scrittori e celebrità importanti, fra cui Oscar Wilde, Mark Twain, Nikola Tesla, William T. Sherman, Samuel Morse, Edgar Allan Poe, Emma Albani, Teresa Parodi, Charles Sanders Peirce. In merito ad una fotografia scattata a Wilde sorsero problemi legati al copyright: Sarony fece causa alla Burrow-Giles per uso non autorizzato per la pubblicità della foto "Oscar Wilde n. 18". La corte suprema si espresse a favore di Sarony.
 Si sposò una seconda volta con Louisa Long Thomas dalla quale sembra che non ebbe figli ma con la quale condivise la passione per gli abbigliamenti eccentrici durante le passeggiate.
Alla sua morte fu seppellito nel Cimitero di Green-Wood di Brooklyn.
Il figlio Otto nel breve volgere di pochi anni vendette lo studio, compresa tutta l'attrezzatura ed il marchio. Non solo ma dopo qualche tempo vendette il marchio ad un altro concorrente. Dopo la sua morte, avvenuta nel 1903, ci fu una causa legale per stabilire a chi spettasse fregiarsi del marchio "Sarony". Anche la figlia di Otto, Louise, morì pochi mesi prima del padre, sposatasi con Domenico Bonanno nel 1897. Sembra che le lastre dello studio (si parla di circa 500 000) siano scomparse senza lasciare alcuna traccia.